# Sindrome dello schiaccianoci
La sindrome dello schiaccianoci (in inglese nutcracker syndrome o NCS) è una sindrome determinata dalla compressione della vena renale sinistra tra l'aorta addominale e l'arteria mesenterica superiore, sebbene esistano altre varianti. Il nome deriva dal fatto che, sul piano sagittale e/o trasversale, l'arteria mesenterica e l'aorta addominale ricordano nella forma uno schiaccianoci che comprime appunto la vena renale. Inoltre, il blocco crea un reflusso venoso nella vena gonadica sinistra, che può causare dolore testicolare, dolore al fianco o dolore pelvico cronico.
Esiste un ampio spettro di presentazioni cliniche e criteri diagnostici non ben definiti, il che spesso si traduce in una diagnosi ritardata o errata.
Questa condizione non è da confondere con la sindrome dell'arteria mesenterica superiore, che è la compressione della terza porzione del duodeno da parte dell'arteria mesenterica e dell'aorta addominale.

## Sintomi
I segni e i sintomi della sindrome derivano dall'ostruzione al deflusso della vena renale sinistra. La compressione provoca ipertensione della vena renale, che porta a ematuria (che può portare all'anemia ) e dolore addominale (classicamente dolore al fianco sinistro o pelvico). Il dolore addominale può migliorare o peggiorare a seconda del posizionamento. I pazienti possono anche presentare proteinuria ortostatica (presenza di proteine nelle urine a seconda di come stanno seduti o in piedi).
Poiché la vena gonadica sinistra si immette nella vena renale sinistra, può anche essere presente dolore al testicolo sinistro negli uomini o dolore al quadrante inferiore sinistro nelle donne, specialmente durante il rapporto sessuale e durante le mestruazioni. Occasionalmente, il gonfiore della vena gonadica può portare al varicocele pelvico nelle donne.

## Cause
Nell'anatomia normale, la vena renale sinistra corre tra la aorta e arteria mesenterica. In alcuni casi tuttavia, passa dietro l'arteria mesenterica e davanti alla colonna vertebrale. La sindrome dello schiaccianoci si divide in frontale o posteriore a seconda di come è posizionata la vena renale. Nella versione anteriore la vena renale è schiacciata tra arteria mesenterica e aorta, mentre nella versione posteriore tra arteria mesenterica e colonna vertebrale.

## Diagnosi
La sindrome dello schiaccianoci viene diagnosticata attraverso l'imaging come l'ecografia doppler (DUS), la tomografia computerizzata (TC), la risonanza magnetica (MRI) e la venografia. La selezione della modalità di imaging è un processo graduale. La DUS è la scelta iniziale dopo il sospetto clinico basato sui sintomi. La TC e la risonanza magnetica vengono utilizzate per il follow-up successivo e, se è necessaria un'ulteriore conferma, viene utilizzata la venografia per confermare.

### Ecografia Doppler
Sebbene la sua capacità di rilevare la compressione della vena renale dipenda da come è posizionato un paziente durante l'imaging, la DUS è raccomandata come strumento di screening iniziale poiché ha un'elevata sensibilità (69–90%) e specificità (89–100%). La DUS misura il diametro anteroposteriore e un picco di velocità sistolica almeno quattro volte più veloce di una vena non compressa è indicativo di sindrome dello schiaccianoci.

### TC e risonanza magnetica
La TC e la risonanza magnetica possono essere utilizzate in seguito per confermare la compressione da parte dell'aorta addominale e dell'arteria mesenterica con misurazioni complete del sistema vascolare addominale. Tuttavia, la TC e la risonanza magnetica non possono dimostrare il flusso all'interno della vena compressa. Queste due modalità possono essere utilizzate per confermare altre prove di sindrome dello schiaccianoci come il backup del flusso sanguigno nelle vene ovariche.

### Venografia
Se è necessaria un'ulteriore conferma, la venografia viene utilizzata come test di riferimento nella diagnosi della sindrome dello schiaccianoci. Sebbene questo metodo continui ad essere lo standard, i valori negli individui non affetti possono variare considerevolmente, portando alcune misurazioni nei pazienti con NCS ad essere simili a quelle negli individui normali. Ciò può essere in parte dovuto a meccanismi compensatori nel sistema vascolare a causa dell'aumento della pressione sanguigna. La natura invasiva della procedura è un'altra considerazione rispetto alla DUS e alla TC/MRI come modalità di imaging.

### Diagnosi differenziale
- Varicocele pelvico
- Sindrome di May Thurner
- Calcoli renali
- Malignità genitourinaria

## Trattamento
Il trattamento dipende dalla gravità e dai sintomi. Oltre alle misure conservative, le terapie più invasive includono lo stent endovascolare, la trasposizione della vena renale, l'autotrapianto del rene e l'embolizzazione della vena gonadica. La decisione tra la gestione conservativa e quella chirurgica dipende dalla gravità dei sintomi. La gestione conservativa viene utilizzata se il paziente è un bambino e l'ematuria è lieve. Al contrario, i sintomi più gravi come la ridotta funzionalità renale, il dolore al fianco e l'anemia vengono gestiti con interventi chirurgici.

### Terapia conservativa
Si consiglia una terapia conservativa nei bambini poiché un'ulteriore crescita può portare a un aumento del tessuto alla biforcazione tra arteria mesenterica e aorta addominale, fornendo spazio all'vena renale sinistra per far passare il sangue senza ostruzione. Il trattamento in questo caso prevede un aumento di peso per costruire più tessuto adiposo, diminuendo la compressione. Il sangue venoso può anche essere diretto verso le vene formate a causa della pressione sanguigna più alta, che può contribuire a un sollievo sintomatico per le persone che invecchiano. Nel 75% dei pazienti adolescenti i sintomi si sono risolti dopo due anni. Anche i farmaci che riducono la pressione sanguigna come gli ACE-inibitori possono essere utilizzati per ridurre la proteinuria.